# Бернтал, Джон
Джо́натан Э́двард «Джон» Бе́рнтал (англ. Jonathan Edward «Jon» Bernthal; род. 20 сентября 1976, Вашингтон, США) — американский актёр, наиболее известный по роли Шейна Уолша в телесериале «Ходячие мертвецы», а также по роли Фрэнка Касла / Карателя в одноимённом сериале и в сериалах «Сорвиголова» и «Сорвиголова: Рождённый заново». Лауреат премии «Эмми» как «Лучший приглашённый актёр в комедийном телесериале» за роль Майкла Берзатто в телесериале «Медведь».

## Биография
Джонатан Эдвард Бернтал родился 20 сентября 1976 года в Вашингтоне (округ Колумбия), сын Джоан Лурье и Эрика Лоуренса «Рика» Бернтала. Его дед по отцу, Мюррей Бернтал, был музыкантом и продюсером. Также у него есть два брата Николас и Томас. Оба его родителя евреи (его дед по материнской линии был из Германии, другие предки были эмигрантами из Австрии, Литвы, Польши и России).
Окончил школу Сидуэлл в Вашингтоне. После окончания школы он учился в колледже Скидмор в городе Саратога-Спрингс (штат Нью-Йорк), но бросил учёбу. По совету своего учителя актёрского мастерства Альмы Беккер в 1999 году он поступил в Школу-студию МХАТ в Москве, где пробыл два года. Его учителем был Олег Табаков. Во время своего пребывания там он был членом российской профессиональной бейсбольной команды.
С 2002 года Бернтал играл более чем в 30 региональных и Офф-Бродвей спектаклях, а также в своих собственных, многие из которых удостоились награды театральной компании Fovea Floods. У него также были небольшие гостевые роли в телесериалах «Юристы Бостона», «C.S.I.: Место преступления Майами» и «Как я встретил вашу маму». Джон получил свою первую постоянную роль в телесериале «Класс», который был закрыт после первого сезона. После этого у него были роли в фильмах «Башни-близнецы» и «День Зеро». В 2009 году Джон получил второстепенную роль гангстера Аль Капоне в комедии Бена Стиллера «Ночь в музее 2». В том же году он получил роль в телесериале «Иствик», который был закрыт после первого сезона. В 2010 году сыграл сержанта Мануэля Родригеса в мини-сериале «Тихий океан». В том же году получил предложение сыграть Шейна Уолша в сериале «Ходячие мертвецы» — экранизации одноимённого комикса. Джон играл в «Ходячих мертвецах» на постоянной основе до 2012 года. В 2011 был номинирован на премию Scream, в категории «лучшая мужская роль». В том же году он снялся в телесериале «Закон Хэрри». В 2013 он появился в криминальной драме «Стукач».
Бернтал получил роль в телесериале «Город гангстеров», в котором он исполнил роль полицейского, работавшего на коррумпированный Лос-Анджелес. Также он исполнил второстепенную роль в фильме Мартина Скорсезе «Волк с Уолл-стрит» и спортивной комедии «Забойный реванш». В 2014 сыграл в фильме «Ярость» рядового Грэди Тревиса, вместе с Брэдом Питтом, Шайей Лабафом и Логаном Лерманом.
В 2014 году стал прототипом для персонажа Джима Декера в игре Call of Duty: Advanced Warfare (в режиме «Экзо-зомби»), которому подарил свою внешность и голос. В 2015 году сыграл в криминальной драме «Убийца» вместе с Эмили Блант и Джошем Бролином. В июне 2015 Marvel объявили, что Бернтал воплотит роль Фрэнка Касла / Карателя во втором сезоне сериала «Сорвиголова». После он сыграл в ирландском фильме «Паломничество», вместе с Томом Холландом и Ричардом Армитиджом. В 2016 году снялся с Беном Аффлеком в фильме «Расплата». В 2017 году вернулся к роли Карателя уже в собственном сериале об этом персонаже. 18 февраля 2019 года этот сериал был официально закрыт после двух сезонов. В 2025 году вновь исполнил роль Карателя в первом сезоне сериала «Сорвиголова: Рождённый заново».

## Личная жизнь
Джон Бернтал женился на Эрин Энгл, племяннице борца и рестлера Курта Энгла, 25 сентября 2010 года в городе Потомак, штат Мэриленд. У него есть два сына: Билли и Генри (родившиеся в августе 2011 года и феврале 2013 года) и дочь Аделин (родившаяся в феврале 2015 года).
Он также является защитником питбультерьеров и является представителем Фонда, который спасает и способствует равному обращению с питбультерьерами. У него есть три питбультерьера, и они часто сопровождают его на съёмочную площадку; две из его собак, Босс и Венеция, появились в фильме «Бастион».

## Фильмография
| Год          |    | Русское название                                    | Оригинальное название                               | Роль                     |
| ------------ | -- | --------------------------------------------------- | --------------------------------------------------- | ------------------------ |
| 2002         | с  | Закон и порядок: Преступное намерение               | Law & Order: Criminal Intent                        | Лейн Раддок              |
| 2002         | с  | C.S.I.: Место преступления Майами                   | CSI: Miami                                          | Гарри Клугман            |
| 2002—2009    | с  | Без следа                                           | Without a Trace                                     | Алекс Генья              |
| 2002         | ф  | Mary/Mary                                           | Mary/Mary                                           | Мэнни                    |
| 2004         | ф  | Месть женщины средних лет                           | Revenge of the Middle-Aged Woman                    | Человек в офисе          |
| 2004         | ф  | Свадьба Тони и Тины                                 | Tony N' Tina's Wedding                              | Доминик                  |
| 2004—2005    | с  | Доктор Вегас                                        | Dr. Vegas                                           | Грег                     |
| 2004—2008    | с  | Юристы Бостона                                      | Boston Legal                                        | Майкл Шей                |
| 2005         | с  | Закон и порядок: Специальный корпус                 | Law & Order: Special Victims Unit                   | Шерм Хемпелл             |
| 2005         | мс | Робоцып                                             | Robot Chicken                                       | Соколиный глаз           |
| 2005         | с  | Джонни Зиро                                         | Jonny Zero                                          | Бретт Пэриш              |
| 2005—2010    | с  | 4исла                                               | Numb3rs                                             | Майк Нэш                 |
| 2005—2014    | с  | Как я встретил вашу маму                            | How I Met Your Mother                               | Карлос                   |
| 2006—2007    | с  | Класс                                               | The Class                                           | Дункан Кармелло          |
| 2006         | ф  | Башни-близнецы                                      | World Trade Center                                  | Кристофер Аморосо        |
| 2007         | ф  | Воздух, которым я дышу                              | The Air I Breathe                                   | телеведущий              |
| 2007         | ф  | День Зеро                                           | Day Zero                                            | Джеймс Диксон            |
| 2008         | ф  |                                                     | Courtroom K                                         | Факлер                   |
| 2008         | ф  | Звезды бара                                         | Bar Starz                                           | Донни Питрон             |
| 2008         | ф  | Линия на песке                                      | A Line in the Sand                                  | Банзаи                   |
| 2009         | ф  | Ночь в музее 2                                      | Night at the Museum: Battle of the Smithsonian      | Аль Капоне               |
| 2009         | с  | Иствик                                              | Eastwick                                            | Рэймонд Гарднер          |
| 2010—2018    | с  | Ходячие мертвецы                                    | The Walking Dead                                    | Шейн Уолш                |
| 2010         | с  | Закон Херри                                         | Harry's Law                                         | Лукас Трассино           |
| 2010         | с  | Тихий океан                                         | The Pacific                                         | сержант Мануэль Родригес |
| 2010         | ф  | Безумное свидание                                   | Date Night                                          | Молодой человек          |
| 2010         | ф  | Призрак                                             | The Ghost Writer                                    | Рик Рикарделли           |
| 2011         | ф  | Бастион                                             | Rampart                                             | Дэн Марони               |
| 2011         | ф  | Последний слова                                     | Last Words                                          | Дженнингс                |
| 2013         | ф  | Волк с Уолл-стрит                                   | The Wolf of Wall Street                             | Брэд Бодник              |
| 2013         | ф  | Забойный реванш                                     | Grudge Match                                        | Би Джей                  |
| 2013         | ф  | Стукач                                              | Snitch                                              | Дэниел Джеймс            |
| 2013         | ф  | Timmy Muldoon and the Search for the Shadows Bandit | Timmy Muldoon and the Search for the Shadows Bandit | Muscle Bruce             |
| 2013         | с  | Город гангстеров                                    | Mob City                                            | Джо Тиг                  |
| 2014         | ф  | Ярость                                              | Fury                                                | Грэди Трэвис             |
| 2015         | ф  | 128 ударов сердца в минуту                          | We Are Your Friends                                 | Пейдж                    |
| 2015         | ф  | Убийца                                              | Sicario                                             | Тед                      |
| 2015         | ф  | Я, Эрл и умирающая девушка                          | Me & Earl & the Dying Girl                          | Мистер Маккарти          |
| 2015         | с  | Покажите мне героя                                  | Show Me a Hero                                      | Майкл Х. Суссман         |
| 2016         | с  | Сорвиголова                                         | Daredevil                                           | Фрэнк Касл / Каратель    |
| 2015         | мф | Суперособняк                                        | SuperMansion                                        | Rat-A-Pult               |
| 2016         | мф | Лига Справедливости против Юных Титанов             | Justice League vs. Teen Titans                      | Trigon                   |
| 2016         | ф  | Расплата                                            | The Accountant                                      | Брэкстон                 |
| 2016         | ф  | Побег                                               | The Escape                                          | Холт                     |
| 2017—2019    | с  | Каратель                                            | The Punisher                                        | Фрэнк Касл / Каратель    |
| 2017         | ф  | Ветреная река                                       | Wind River                                          | Мэтт Рэйбёрн             |
| 2017         | ф  | Выстрел в пустоту                                   | Shot Caller                                         | Фрэнк «Волына»           |
| 2017         | ф  | Малыш на драйве                                     | Baby Driver                                         | Грифф                    |
| 2017         | ф  | Милая Вирджиния                                     | Sweet Virginia                                      | Сэм                      |
| 2017         | ф  | Паломничество                                       | Pilgrimage                                          | немой                    |
| 2018         | ф  | Вдовы                                               | Widows                                              | Флорек Ганнер            |
| 2019         | ф  | Ford против Ferrari                                 | Ford v Ferrari                                      | Ли Якокка                |
| 2019         | ф  | Арахисовый сокол                                    | The Peanut Butter Falcon                            | Марк                     |
| 2020         | ф  | Вьена и «Призраки»                                  | Viena and the Fantomes                              | Монро                    |
| 2021         | ф  | Те, кто желает мне смерти                           | Those Who Wish Me Dead                              | Итан                     |
| 2021         | ф  | Множественные святые Ньюарка                        | The Many Saints of Newark                           | Джонни Сопрано           |
| 2021         | ф  | Король Ричард                                       | King Richard                                        | Рик Макки                |
| 2021         | ф  | Непрощённая                                         | The Unforgivable                                    | Блейк                    |
| 2022         | ф  | Острая палка                                        | Sharp Stick                                         | Джош                     |
| 2022 — н. в. | с  | Медведь                                             | The Bear                                            | Майкл «Майки» Берзатто   |
| 2022         | с  | Мы владеем этим городом                             | We Own This City                                    | Уэйн Дженкинс            |
| 2022         | с  | Американский жиголо                                 | American Gigolo                                     | Джулиан Кэй              |
| 2023         | ф  | Происхождение                                       | Origin                                              | Бретт Хэмилтон           |
| 2025         | с  | Сорвиголова: Рождённый заново                       | Daredevil: Born Again                               | Фрэнк Касл / Каратель    |
| 2025         | ф  | Новичок                                             | Amateur                                             | Медведь                  |
| 2025         | ф  | Расплата 2                                          | The Accountant 2                                    | Бракс (Брэкстон)         |
| 2026         | ф  | Одиссея                                             | The Odyssey                                         |                          |
| 2026         | ф  | Человек-паук: Совершенно новый день                 | Spider-Man: Brand New Day                           | Фрэнк Касл / Каратель    |

### Видеоигры
- 2014 — Call of Duty: Advanced Warfare — Джим Декер / Jim Decker (озвучка, прототип внешности)
- 2017 — Tom Clancy’s Ghost Recon Wildlands — Коул Уокер / Cole Walker (озвучка, прототип внешности)
- 2019 — Tom Clancy’s Ghost Recon Breakpoint — Коул Уокер / Cole Walker (озвучка, прототип внешности)